# Santa Isabel do Ivaí
Santa Isabel do Ivaí là một đô thị thuộc bang Paraná, Brasil. Đô thị này có diện tích 355,65 km², dân số năm 2007 là 8678 người, mật độ 16,7 người/km².